# Goyard
Fondé en 1853, Goyard est le plus ancien des malletiers parisiens dont la maison tient encore enseigne. Son fonds de commerce se transmet jusqu'à nos jours sous les noms successifs de Martin, Morel puis de Goyard. François Goyard (1828-1890), le fondateur, introduit la famille dans la profession de layetier, coffretier, emballeur en rachetant la maison Morel, successeur de la maison Martin, fournisseur de Son Altesse Royale la duchesse de Berry. Edmond Goyard (1860-1937), le visionnaire, développe l'enseigne de 1885 à 1937. Robert Goyard (1893-1979), l'homme du monde, incarne la marque durant la croissance d'après-guerre. François Goyard (1918-2005) contribue au développement de l'entreprise avec sa fille Isabelle Goyard (1959-). Jean-Michel Signoles continue à accroître à l'international la réputation de la maison lors de sa reprise en 1998. La société actuelle porte le nom de Goyard St Honoré.

## Histoire de la maison Goyard

### Aux origines de Goyard, la maison Martin

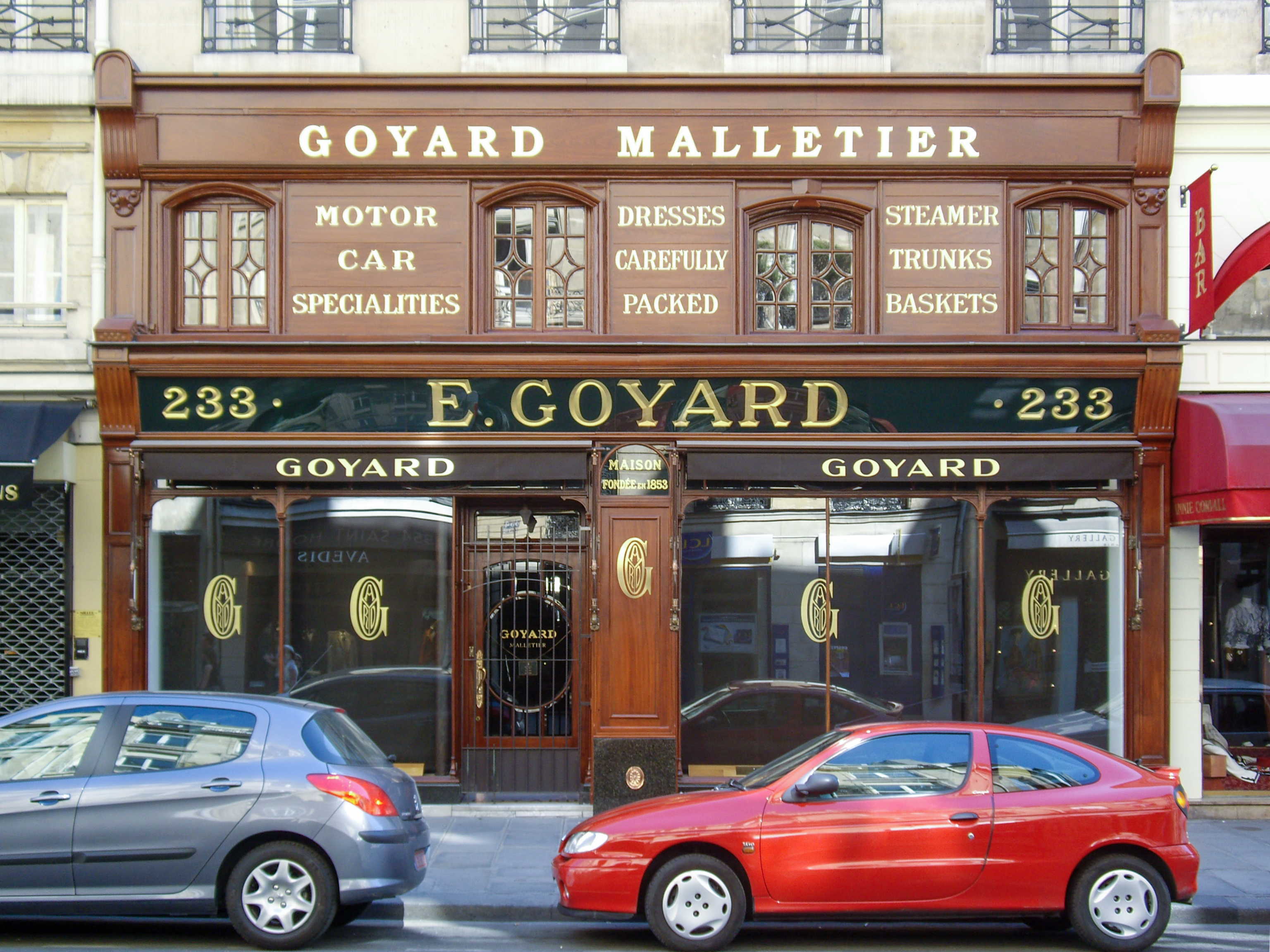
Enseigne Goyard, rue Saint-Honoré.

Fondée en 1792, la maison Martin devient le fournisseur officiel de Marie Caroline de Bourbon-Siciles ce qui lui confère le titre de « layetier, coffretier, emballeur de Son Altesse Royale Madame, duchesse de Berry ». L'en-tête de la maison Martin reprend les trois professions anciennes « layetier, coffretier, emballeur », dont il énumère les spécificités comme suit : « Tient assortiment de Caisses et Boîtes, Encaisse avec sureté les Meubles et Objets fragiles, ainsi que Modes, Robes et Fleurs ; Fait les emballages en toile grasse, Toile et Paille ; Fabrique Malles vaches, Porte-Manteaux, il tient aussi des toiles cirées et imperméables, le tout à juste prix. »
Pierre François Martin a sous sa tutelle une pupille, Pauline Moutat, qu'il dote de sa maison. Il envisage le mariage de cette dernière avec l'un de ses ouvriers, Louis-Henri Morel (1817-1852), alors âgé de vingt-trois ans. Morel s'inscrit dans la continuité de son prédécesseur, Martin, il précise « Successeur et ancienne maison Martin ci-devant rue Neuve-des-Capucines, près de la place Vendôme ». À son tour, Louis-Henri Morel transmet son savoir-faire à son jeune apprenti de dix-sept ans, François Goyard (1828-1890), qu'il engage en 1845. L'apprenti va bénéficier d'une formation exemplaire, sous la double tutelle de Pierre François Martin et de Louis-Henri Morel. Monsieur Morel meurt soudainement le 24 août 1852. En peu de temps l'enseigne Morel devient Goyard, puis Goyard Aîné (François est le frère aîné), une distinction que François introduit pour se différencier de ses frères. François lègue à son fils, Edmond, une enseigne réputée qui s'est dotée d'ateliers à Bezons,.
C'est au 347, rue Saint-Honoré (devenu 233 rue Saint-Honoré lors de la renumérotation de la rue en 1856) que Pierre François Martin s'installe en 1834, quittant le 4 rue Neuve des Capucines où s'installera Louis Vuitton en 1854. Martin implante durablement ses successeurs à l'angle des rues Saint-Honoré et de Castiglione au niveau de la place Vendôme.

### Maison de famille, de pères en fils
S'appuyant sur le travail de son père, François Goyard, Edmond propulse le comptoir de vente de la rue Saint-Honoré en marque de luxe à l'élitisme croissant et à la clientèle internationale. Il crée les premières publicités Goyard, participe aux Expositions universelles et ouvre quatre succursales. Il pose les bases de la marque telles qu'elle est connue aujourd'hui grâce à la création de la toile emblématique Goyardine, au lancement des articles pour animaux et au développement des produits automobiles. Edmond s'associe à son premier-né Robert ; ils dirigeront conjointement E. Goyard Aîné et Fils. Robert prendra la succession de 1937 à 1979.

#### De Clamecy à Paris
Les Goyard sont originaires de Clamecy en Bourgogne où la famille exerce de longue date les métiers de flotteurs et de compagnons de rivière pour approvisionner Paris en bois de chauffage,. Le patronyme Goyard découle du mot « goujard », également dit « goyard ». Cet outil utilisé par les paysans du Morvan est une serpe placée à l'extrémité d'un long et fort manche de deux mètres. Les Bourguignons usaient du goujard pour couper les épines qu'ils repiquaient sur les pieux des haies.

#### Installation d'Edmé Goyard (1801-1879) à Paris
En 1832, une importante épidémie de choléra décime la population de Clamecy. Le 17 décembre, le père d'Edmé Goyard meurt à l'âge de 72 ans. Son fils, quitte alors la bourgade avec sa femme et ses deux fils, François et Claude, âgés respectivement de quatre et deux ans. La famille s'installe à Paris et s'agrandit de Martin, qui voit le jour le 10 octobre 1833.

#### François Goyard (1828-1890) et son fils Edmond Goyard (1860-1937)
Après avoir dirigé plus de trente-deux ans son fonds de commerce, le 1er avril 1885 François cède son entreprise à son fils aîné Edmond, alors âgé de 25 ans. L'enseigne de la maison, qui devient E. Goyard Aîné, concourt durant les décennies suivantes au développement de l'industrie des articles de voyage de luxe.

#### Robert Goyard (1893-1979)
Comme son père, Robert dirige la boutique jusqu'à ses derniers jours en 1979. Robert fait considérablement évoluer la gamme des produits en développant une nouvelle toile. Il met au point une toile tissée dont il dépose le dessin en 1965. Le motif des chevrons est conservé, et la simplification du dessin, nécessaire au procédé, rend la toile vierge de tout patronyme.
Robert Goyard décida de contribuer au prestige de son quartier et le 22 décembre 1936 est constituée l'association « La Place Vendôme » sise au 233 rue Saint-Honoré à Paris ; le 25 juillet 1944, une assemblée générale extraordinaire refond le groupement qui prend le nom de « La Place Vendôme, la rue de la Paix et ses alentours » avant d'adopter sa dénomination actuelle de Comité Vendôme. Robert Goyard participe à la création du groupement, il est celui de ses membres qui en gère les formalités de constitution et qui accueille cette nouvelle entité juridique à l'adresse du magasin Goyard, 233 rue Saint-Honoré.

#### François Goyard (1918-2005)
Jean Edmond François, fils de Robert Goyard, travaille avec son père. L'Occupation impose ses rigueurs, et la boutique du 233 rue Saint-Honoré a tiré rideau. C'est le 25 mai 1951, que François entre dans le capital social de l'entreprise, qui est transformée en société anonyme quatre jours plus tard. Après la guerre, Robert continue à diriger l'entreprise jusqu'en 1979 ; à son décès sa petite-fille Isabelle Goyard la reprendra aidée de son père.

#### La reprise par Jean-Michel Signoles: entreprise familiale
En 1998, un repreneur prend la suite de la famille Goyard, Jean-Michel Signoles, collectionneur féru de la marque, reprend la direction de la maison avec le soutien de ses fils Alex, Rémi, Pierre et Edouard. En marge de tout grand groupe de luxe il fait revivre le patrimoine de la rue Saint-Honoré, construit de nouveaux ateliers à Carcassonne, France et ouvre des comptoirs de vente internationaux qui ont rendu, en l'espace d'une décennie, tout son rayonnement à l'enseigne à mille lieues de la production industrielle. Considérée comme la maison la plus discrète du secteur, demeurer confidentiel est le parti-pris maison.

## Participations de la maison Goyard aux Expositions universelles
François Goyard, comme Louis Vuitton, ne participe pas à l'Exposition universelle de 1855, la première qui eut lieu à Paris ; l'un comme l'autre dirigent leur entreprise depuis trop peu de temps. La maison Goyard, dirigée par Edmond Goyard, prend une nouvelle direction commerciale et participe à sa première exposition en 1900.

### Exposition universelle de 1900, Paris
À l'Exposition universelle de 1900 du 14 avril au 12 novembre, Goyard y remporte une médaille de bronze : « Le stand de M. Goyard Aîné de Paris est occupé par un assortiment très nombreux de malles, mallettes, valises, étuis, etc. Nous avons remarqué également des porte-chapeaux, des nécessaires avec ou sans garniture de toilette, des baskets osier recouverts de toiles imperméables de différentes nuances ; le tout dénote une fabrication essentiellement parisienne et de bon goût. »

### Exposition internationale de Milan, 1906
Edmond Goyard participe à l'Exposition internationale de Milan qui a lieu du 28 avril au 11 novembre 1906. Son rapporteur, Victor le Renard, conclut ainsi : « Les articles français ont encore la préférence sur tous les rapports de finis et de goûts. » Goyard y remporte une médaille d'or.

### Exposition franco-britannique de Londres, 1908
L’Exposition franco-britannique, a lieu à Londres de mai à novembre 1908. Victor le Renard, le rapporteur, constate l'absence de fabricants britanniques tout en la regrettant. Les fabricants français n'ont pas montré beaucoup plus d'empressement pour répondre aux sollicitations répétées du comité de la classe 99, puisque deux seulement d'entre eux figurent à Londres : la maison Goyard et la maison Louis Vuitton. Edmond Goyard y remporte une médaille d'or.

### Exposition Universelle de Bruxelles de 1910
L'Exposition universelle de Bruxelles qui se tient du 23 avril au 7 novembre 1910 présente les trois grandes maisons parisiennes déjà réunies à Milan : Goyard, Louis Vuitton et Artus. Goyard obtient un diplôme d'honneur à l'occasion de cette exposition, qui est la plus fréquentée depuis 1900.

### Exposition de Roubaix en 1911
Le rapporteur de l'exposition Étienne Béraud, vante ainsi le prestige de la maison Goyard : « La maison Goyard Aîné compte cent-dix-neuf ans d'existence. Elle fut fondée en 1792 à Paris. Maintenant comme alors, cette maison a toujours été à la tête des perfectionnements à apporter dans la fabrication. Elle suit sa marche ascendante, ses produits sont classés parmi les meilleurs, ses malles, et particulièrement ses articles en cuir, lui font une réputation mondiale, ils sont utilisés sur toutes les lignes de navigations, dans tous les trains de luxe. Notons les commandes spéciales qui lui ont été passées par l'État et qui ont attaché son nom à plus d'une exploration. »

### Exposition anglo-latine de Londres en 1912
À l'Exposition anglo-latine de Londres qui se tient à la Great White City, Goyard figure dans la section V « Section des industries diverses », division J « Carrosserie, automobiles et accessoires bois, tourisme ». La classe est présidée par le français Léon Auscher, l'un des carrossiers les plus prestigieux qui font appel à Goyard pour la fabrication de malles-auto. Le catalogue commercial de la maison Goyard illustre le lourd héritage que les malles automobiles devaient aux habitudes de la malle-poste. Le malletier y remporte un grand prix. Le rapporteur Henri Pichot, précise à son sujet : « Elle s'est fait une spécialité dans les malles et articles de voyage. Elle possède deux succursales, l'une à Monte-Carlo, l'autre à Biarritz. »

### Exposition de Gand en 1913
Gand ouvre son exposition du 26 avril au 3 novembre 1913. Son rapporteur, monsieur Lamy-Torrilhon, relate ainsi l'importance de la maison Goyard qui y reçoit un grand prix : « Elle occupe un nombre important d'ouvriers et d'employés, soit à Paris, soit dans les succursales de Monte Carlo et de Biarritz. Les articles de cette maison se distinguent par l'élégance et le fini de leurs confections, que l'on trouve combinés, par exemple, dans ses malles à tiroirs avec double porte et supports pour maintenir les tiroirs ouverts, casiers pour gants, mouchoirs, linges, etc. » Le jury international de la classe 99 lui a accordé le rappel de Grand Prix qu'elle possédait déjà. M. Goyard est officier d'Académie depuis l'Exposition internationale de Bruxelles en 1910.

### Exposition Panama Pacific International de San Francisco en 1915
Alors que la Première Guerre mondiale interdit la tenue de toute manifestation, Edmond Goyard choisit pour la première fois de prendre part à une exposition américaine. Il fait le voyage à San Francisco et représente Goyard à l'occasion de cet événement d'importance qui regroupe 30 000 exposants et accueille 18,9 millions de visiteurs entre le 20 février et le 4 décembre 1915. La maison Goyard est présentée hors concours dans la classe XXXV « Articles de Paris, articles de voyage, instruments de musique ». Malheureusement les exposants ne sont pas détaillés dans le rapport.

### Exposition de Strasbourg en 1919
Strasbourg est une exposition réduite, organisée dans un contexte d'immédiat après-guerre. Très symbolique, elle marque le retour de l'Alsace et de la Lorraine dans l'Hexagone. Trois exposants y représentent les articles de voyage, les maisons Bourson, Goyard et Louis Vuitton. Edmond Goyard y est juré suppléant de la classe et participe de ce fait à l'exposition hors concours. Le rapporteur, Gaston Roux, défend vaillamment les couleurs françaises : « Nous n'avons dans ce domaine qu'une seule supériorité, mais elle est écrasante : c'est la malle de grand luxe ; elle est faite avec beaucoup de goût, elle est connue et appréciée du monde entier, et nos grands français ont pu, de ce fait, installer des succursales prospères même en Angleterre et en Amérique. Mais ceux-là sont rares, ce qui vous explique qu'à l'Exposition trois exposants seulement figurent. »

### Exposition internationale des arts décoratifs et industriels modernes de Paris en 1925
Très attendu, cet événement décrété en 1912 pour 1915 sera reporté de dix ans. Le rapporteur de la classe 9 de l'Exposition internationale des arts décoratifs et industriels modernes, Paul Léon, souligne : « Des fabricants comme Israël, Silberstein, Amson, Goyard donnaient une haute idée de la maroquinerie française, les premiers par la fantaisie nouvelle des sacs de dame ; le troisième par la tradition des belles matières, des formes sobres et rationnelles, appliquées aux fabrications en série ; le quatrième dans ses articles de sport et de voyage. »

## Fournisseur des cours et d'une clientèle prestigieuse
Le papier Goyard à en-tête daté du 24 juin 1891 est marqué des armoiries du Royaume-Uni, de l'Empire russe et du grand sceau des États-Unis d'Amérique. Les cours princières s'affichent en toile chevron, les reines de Yougoslavie et de Grèce sont des acheteuses de l'après guerre, alors que le duc et la duchesse de Windsor font leurs premières acquisitions en 1939. De prestigieux clients comme les Grimaldi ou le maharaja de Kapurthala côtoient Catherine Deneuve, Édith Piaf, Romy Schneider, Jean-Claude Brialy qui acquit ses premières pièces Goyard en 1974, Claude Pompidou, cliente à partir de 1963, la princesse Andrée Aga Khan (1956), la princesse Radziwill (1949) ou encore le prince et la princesse de Fürstenberg (1968). Madonna, Victoria Beckham, Carla Bruni-Sarkozy sont des personnalités qui portent régulièrement des sacs Goyard. Il n'est pas rare qu'un client ait une fiche ouverte depuis plusieurs décennies, les premiers achats de Karl Lagerfeld sont datés de 1972.

## Fabrication de la toile Goyard: la Goyardine

### Toile historique: la Goyardine
Cette toile enduite a vu l'exposition de 1900 et les fastes de l'entre-deux-guerres ; elle demeure inchangée, immuable dans son graphisme de chevrons. En 2002, soit 110 ans après la création de la toile Goyard, le premier signe de reprise en main par la famille Signoles se traduit par l'arrivée de douze coloris en plus de la toile historique noire. En rouge, vert, bleu ciel, bleu marine, jaune, blanc, etc.

### Fibre naturelle
La Goyardine a dès son origine été supportée par une toile, même si son apparence peut faire penser à du cuir. Goyard utilise trois fibres végétales : chanvre, lin et coton. Le chanvre est particulièrement prisé pour son hydrophobie, le lin est régulateur thermique, la souplesse du coton a probablement retenu l'attention du malletier.

### La réalisation
Les premiers mètres de Goyardine furent certainement peints à la main. À l'époque de son lancement, les nouveaux ateliers sont installés à Bezons, la fabrication de la toile nécessite une application sur le fond et trois passages successifs de couleurs mordancées. Le léger relief si caractéristique de la Goyardine a pour double origine son support et son impression : l'armure toile transparaît dans le motif chevron et se superpose au relief laissé par les points de peinture dans un rendu unique que cette toile arbore depuis sa création.

### Symbolique du chevron Goyard
Les points forment un triple chevron juxtaposé qui dessine une succession de Y, lettre centrale du patronyme Goyard. Edmond signe sa toile en utilisant les trois branches du Y : seul son nom émerge de l'application claire, l'adresse utilise deux tons de brun avec Paris répété dans une symétrie centrale. Il sera le premier malletier parisien à incorporer ainsi le nom de son enseigne à sa toile, et ce avant même 1900. Le motif aux innombrables points empilés est indéniablement inspiré des bûches des flotteurs, les ancêtres Goyard installés à Clamecy.

### Les toiles Goyard tissées
Edmond Goyard marque l'histoire de l'enseigne par la mise au point de la Goyardine, son fils Robert pose son jalon en lançant un nouveau support : une toile tissée quatre tons. Cette toile permet de créer des bagages en harmonie avec les déplacements fréquents par avion. Robert dépose sa nouvelle toile le 24 novembre 1965 avec cette description du dessin : « Chevrons entrelacés avec des bandes rectilignes. » Celle-ci propose une esthétique modernisée et ouvre la maison à de nouveaux produits car, tissée, elle gagne en souplesse, rendant ainsi certaines réalisations désormais possibles.
Afin d'améliorer la solidité du tissage, Robert Goyard reprend son motif en 1968 et en propose une version complètement révisée. Cette dernière toile se différencie aisément par sa régularité.

### Les nouvelles toiles Goyard tissées
Pour la première fois, en 2010, Goyard commercialise une toile tissée au métier Jacquard qui dessine dans son fil le plus clair « E. Goyard », une prouesse technique inédite dans la profession. Fidèle à sa tradition des quatre tons, la nouvelle toile, noir, anthracite, gris clair et blanc, est déjà prévue dans d'autres nuances.

### La toile Lenglen
Cette toile rarissime a été développée en collaboration avec Suzanne Lenglen au cours des années 1930 ; sa fabrication s'achève au décès de la joueuse en 1938. Goyard a réédité cette toile d'exception et des commandes spéciales sont réalisées avec les quelques métrages disponibles.

## Commandes Spéciales
Aujourd'hui, les commandes spéciales sont prises à la boutique du 233 rue Saint-Honoré tout comme à l'époque de l'usine de Bezons. Goyard réalise toujours ses commandes de façon entièrement manuelle dans ses ateliers du sud de la France, dans l'Aude, installés dans de vieux chais et conserve à ce titre l'attention d'un public averti. Certains fabricants se spécialisent dans une production standardisée ; d'autres, comme Goyard, conjuguent la commande sur mesure et la vente sur catalogue. Parmi les plus extravagantes commandes de la maison, la malle-bureau de Sir Arthur Conan Doyle. Paul Léon dans son rapport lors de l'Exposition internationale des arts décoratifs et industriels modernes de 1925 inventorie ses principales caractéristiques : « La malle-bureau est pourvue d'un classeur, d'une bibliothèque, d'une machine à écrire et d'une table pliante. » Le texte du brevet n'omet aucun détail ; le casier logé dans le couvercle « reçoit tous nécessaires, cadre pour photographies, montre, thermomètre, baromètre ». Après la mort du père de Sherlock Holmes, survenue le 7 juillet 1930, Edmond Goyard dépose un brevet d'invention le 20 juillet 1931 et réalisera des rééditions parcimonieuses de cet objet d'exception.
Chaque commande spéciale est la résultante d'une rencontre : celle d'un malletier et d'un client. Les commandes spéciales les plus prestigieuses réalisées peuvent être une malle-caviar, une malle-sportive, une malle-pique-nique.
Lorsqu'un malletier aura fini un bagage rigide qu'il réalise de A à Z, produit dans les règles de l'art, il reportera également sur l'étiquette de marque, qu'il signe de ses initiales, le numéro de la malle produite par les ateliers depuis la reprise par Jean-Michel Signoles, ainsi que sur le registre de fabrication qui servira en cas de réparation. Une vingtaine d'artisans malletiers travaillent dans les ateliers pour la fabrication des malles et des bagages rigides.

## Marquage
Si plusieurs membres d'une même famille voyagent ensemble, leurs bandes sont identiques. Ce simple marquage ne suffit pas à différencier d'un simple coup d’œil le détenteur de telle ou telle malle. En France, la tradition appuyée des guides touristiques préconise d'afficher son chiffre, soit ses initiales, à la différence des us et coutumes britanniques qui privilégient le marquage des noms et prénoms, que ce soit pour un commun ou pour un membre de la famille régnante. L'emploi des initiales est ancien, comme le prouvent les coffres des compagnons de rivière. L'unique objet d'importance emporté à bord du train de bois est un coffre en bois. Ce précieux coffre sert à protéger la nourriture et les quelques effets personnels des eaux de la rivière. Avec le temps, il se révèle être la mémoire des nombreux voyages effectués, marqué du chiffre du compagnon et frappé de la marque des différents entrepreneurs qui l'ont employé. Le grand-père de François Goyard, qui était compagnon, avait son coffre marqué bien avant que toute idée de malle n'effleure la famille. Le marquage se développe dans la malleterie dans le simple but de différencier les bagages, trop souvent semblables et toujours nombreux. Les bandes perpétuent certaines traditions anciennes, notamment celle des voitures hippomobiles peintes aux couleurs des familles.
Les ateliers de marquage de Goyard perpétuent la personnalisation. Les marquages sont peints à la main sur la Goyardine aucune impression par imprimante sur la toile n'existe chez Goyard. Le renouveau du service personnalisation des modèles avec des initiales, des bandes ou des armoiries a également répondu à sa façon à la mode des logos.
Goyard offre également la possibilité de personnaliser les bagages avec une couronne. Un titre de noblesse est requis.

## Comptoirs de vente dans le monde
La maison Goyard a ouvert depuis le XXIe siècle plusieurs comptoirs de vente. À Tokyo, elle possède deux comptoirs, chez Isetan Shinjuku, Nihombashi Takashimaya, un à Kyoto chez Takashimaya, deux à Osaka chez Umeda Hankyu et Takashimaya. À Hong Kong il existe deux comptoirs, un situé dans les arcades de l'hôtel Peninsula et l'autre au Pacific Place. La maison Goyard possède encore sept autres comptoirs en Asie, trois à Séoul, un à Beijing, un à Shanghai, un à Singapour et enfin un à Taipei.
Les autres comptoirs sont, à Londres au 116 Mount Street, boutique en propre installée en 2010, Sao Paolo dans le nouveau grand magasin JK Iguatemi, à New York chez Bergdorf Goodman, à Boston et à Beverly Hills (Rodeo Drive) ainsi qu'un comptoir à San Francisco.
En 2008, c'est au 352, rue Saint-Honoré en face de l'adresse historique du 233, rue Saint-Honoré que Goyard ouvre un espace consacré aux articles pour animaux et excursions, « le Chic du Chien ». Edmond Goyard avait su développer ces produits depuis la fin du XIXe siècle, car des catalogues leur sont consacrés et cette activité figure sur les en-têtes de facture en 1890. Il s'agissait d'articles pour chiens, chats et singes. Edmond Goyard travaille pour ses catalogues commerciaux avec les grands illustrateurs de son époque, Benjamin Rabier et Pierre Falize qui réalisa aussi des affiches pour le restaurant Prunier.

## Livre d'art Goyard tiré à 233 exemplaires publié par les éditions Devambez
L'ouvrage Goyard publié par Devambez est le livre de référence sur les malletiers parisiens. Qualifié de « bible du luxe » par Suzy Menkes dans son article du New York Times du 15 juin 2010 A tender Tome of Art and Heart l'ouvrage est tiré à 233 exemplaires, adresse historique de Goyard 233, rue Saint-Honoré depuis 1834 et ne sera jamais réédité. Il est présenté uniquement sur rendez-vous.
Cette édition sublime l'âge d'or des voyages en grande pompe, de la voiture hippomobile aux paquebots transatlantiques. L'histoire de la maison Goyard est retracée et traitée en commande spéciale, présentée dans une malle, à la fois écrin et reliure. Chaque acquéreur est invité à faire de son exemplaire nominatif une pièce unique. Il choisit la couleur de toile de sa malle et peut y faire apposer ses initiales et ses couleurs sous forme de bandes. Les exemplaires, numérotés de 1 à 233, sont justifiés sur le livre et sur la malle Goyard. C'est la première fois qu'un livre est une commande spéciale tout en restant dans l'esprit des malles-bibliothèque,. Le livre d'art est imprimé sur vélin à la forme des papeteries d'Arches fait sur mesure et filigrané, l'impression des textes est typographique au plomb. Le livre est entré dans les collections de la Bibliothèque nationale de France, la bibliothèque des Arts décoratifs, la Kunstbibliothek de Berlin.

## Film
La maison Goyard a prêté une trentaine de pièces vintages et contemporaines pour le tournage du film Midnight in Paris de Woody Allen sorti en 2011 et récompensé en 2012 par l'Oscar du meilleur scénario original, avec les acteurs Owen Wilson, Marion Cotillard, Rachel McAdams, Carla Bruni-Sarkozy.

## Sources
1. ↑  Sirene (registre national des sociétés).
2. ↑  Sirene (registre national des sociétés).
3. ↑  Pierre Tzenkoff, Goyard, Malletier, Maison fondée en 1792, édition Devambez, 2010 p. 10 présentation en ligne
4. 1 2 3 4 5 6  Frédéric Martin-Bertrand,L'artisanat retrouvé de Goyard, article du Figaro du 18-19 juin 2011
5. ↑  Luxos Magazine, World traveller Devambez, Printemps Été 2010 p. 85
6. ↑  Collection privée,Facture maison Martin de 1821
7. ↑  Pierre Tzenkoff, Goyard, Malletier, Maison fondée en 1792, édition Devambez, 2010 p. 20
8. ↑  Collection privée,Facture maison Morel de 1846
9. ↑  Collection Goyard,Carnet d'apprenti de François Goyard entré en apprentissage chez Louis-Henri Morel le 1er octobre 1845
10. ↑  Pierre Tzenkoff, Goyard, Malletier, Maison fondée en 1792, édition Devambez, 2010 p. 24
11. ↑  Gérard Arthus, Bezons du village à la ville, Éditions du Valhermeil
12. ↑  Paul-Gérard Pasols, Louis Vuitton Éditions de la Martinière p. 51
13. ↑  Pierre Tzenkoff, Goyard, Malletier, Maison fondée en 1792, édition Devambez, 2010 p 108
14. 1 2  Pierre Tzenkoff, Goyard, Malletier, Maison fondée en 1792, édition Devambez, 2010 p. 104
15. ↑  Jean-Claude Martinet, Clamecy et ses flotteurs, Éditions de l'Armançon
16. ↑  Diderot et d'Alembert, Encyclopédie, ou Dictionnaire raisonné des sciences, des art et des métiers
17. ↑  Collection privée,Contrat de vente du fonds de commerce de François Goyard à Edmond Goyard, 1er avril 1885
18. ↑  Dépôt Institut National de la Propriété Intellectuelle,Dépôt de marque du 24 novembre 1965
19. ↑  Acte de la préfecture de police de Paris,Acte de constitution de l'association du 12 janvier 1937
20. ↑  M. E. Chapel, Rapport d'exposition, Groupe XV Classe 99 Industries du caoutchouc et de la gutta-percha. Objets de voyage et campement, Georges Vuitton expert, 1900
21. ↑  M. Victor le Renard, Rapport d'exposition Pavillon de la Carrosserie, section des Transports Terrestres, Groupe VII Classe 99, Objets de campement et voyages 1906
22. ↑  M. Victor le Renard, Rapport d'exposition Campements et Voyages, Groupe VII classe 99. Président du Comité d'admission et Président du jury M. Georges Vuitton, 1908
23. ↑  Georges Vuitton, Rapport d'exposition Groupe XV Classe 99, 1910
24. ↑  M. Etienne Béraud, Rapport d'exposition Groupe VII, Industries diverses, 1911
25. ↑  M. Henri Pichot, Président M. Léon Auscher Rapport général, Comité des expositions à l'étranger. Section V, Division J, Carrosserie, Automobiles et accessoires bois, Tourisme. Section française, 1913
26. ↑  M. Lamy-Torrilhon, Rapport d'exposition, Groupe XV, Classe 99, 1913
27. ↑  Rapport d'exposition de M. Émile Joannot, Classe XXXV, 1916
28. ↑  M. Gaston Roux, Rapport d'exposition Papeterie, Articles de voyage, Caoutchouc, Bimbeloterie, Bronze, Brosserie, Maroquinerie. Groupe J, Classe 99. Président du jury Georges Vuitton et juré suppléant Edmond Goyard, 1919
29. 1 2  M. Paul Léon, Rapport d'exposition Section Artistique et Technique Classe 9 Tabletterie, Maroquinerie, 1925
30. 1 2  Quality Magazine,Der Reiz des Alten, novembre 2010
31. 1 2 3  Pierre Tzenkoff, Goyard, Malletier, Maison fondée en 1792, édition Devambez, 2010 p 220
32. ↑  Pierre Tzenkoff, Goyard, Malletier, Maison fondée en 1792, édition Devambez, 2010 p 224
33. ↑  Pierre Tzenkoff, Goyard, Malletier, Maison fondée en 1792, édition Devambez, 2010 p 225
34. ↑  Magazine Les plus beaux Intérieurs, Malle-caviar Goyard, article du numéro de sept/oct/nov 2010
35. ↑  La malle s'adonne au sport, Figaro Magazine article du 26 novembre 2011
36. ↑  Malle pique-nique de luxe, estimation 20/25 000 euro, La Gazette de Drouot article du 25 juin 2010
37. ↑  World traveller Un malletier de luxe adepte du sur-mesure, article de Luxos Magazine printemps-été 2010 p 86
38. ↑  « Maison E. GOYARD - Comptoirs de vente », sur www.goyard.com (consulté le 17 mai 2017)
39. ↑  Affiche Goyard par Pierre Falize, vente Artcurial – Briest- Poulain - F.Tajan le 9 juin 2009
[Lot 238] Une histoire d’Homme http://www.artnet.fr/artists/lotdetailpage.aspx?lot_id=1FFB449CC05A3952A9DC31F7FD3B1E75
40. ↑  Suzy Menkes, article du New York Times du 15 juin 2010 https://www.nytimes.com/2010/06/15/fashion/15iht-fgoyard.html?adxnnl=1&adxnnlx=1330197234-XcBwYjDs6meN2OJ/v1He9A
41. ↑  Anne Foster, Genèse d'un livre d'art article de La Gazette de Drouot du 14 janvier 2011
42. ↑  Bibliomanie, le luxe éditorial selon Goyard', article du magazine Agefi Évasion Hiver 2010
43. ↑  Architecture Digest allemand, Objekt der Begierde, décembre 2010
44. ↑  Blog de Superqueen article : French luxury bags in "Midnight in Paris"http://superqueen.wordpress.com/2011/12/13/the-artists-job-is-to-find-an-antidote-for-the-emptiness-of-existence-french-luxury-bags-in-midnight-in-paris-and-some-time-travelling/